# ۸۷۰ (قمری)
۸۷۰ (قمری)، هشتصد و هفتادمین سال در گاهشماری هجری قمری است. اول محرم این سال برابر با دوم سپتامبر سال ۱۴۶۵ میلادی است.

## وابسته
- مسجد کبود تبریز